# 江苏省南通中学
32°1′18.55″N 120°51′53.8″E / 32.0218194°N 120.864944°E
江苏省南通中学，简称通中，位于江苏省南通市市中心钟楼广场旁，是南通市主城区两所重点中学之一，江苏省五星级高中。
江苏省南通中学是由清末状元、实业家和教育家张謇先生于1909年规划和建设中国近代第一城南通时亲手创办的第一所推行新式教学的中学，是江苏省首批省属重点中学之一。

## 历史

### 校名变更
- 1909年 通海五属公立中学校
- 1913年 江苏省立第七中学
- 1927年 江苏省立南通中学
- 1928年 中央大学区立南通中学
- 1929年 江苏省立南通中学
- 1938年 南通公立中学
- 1949年至今 江苏省南通中学

### 历任校长
| 姓名   | 字   | 任职时间              | 备注 |
| ------ | ---- | --------------------- | --- |
| 孙宝书 | 敬铭 | 1909年2月至1913年9月  | 首任校长 |
| 许人杰 | 文炳 | 1913年8月至1913年12月 | |
| 缪文功 | 敏之 | 1914年1月至1919年10月 | |
| 史维藩 | 介人 | 1919年11月至1924年7月 | |
| 于忱   | 敬之 | 1924年8月至1927年7月  | |
| 吕冕南 | 菡生 | 1927年8月至1928年4月  | |
| 穆济波 |      | 1928年5月至1929年7月  | |
| 江卓群 |      | 1929年8月至1929年11月 | |
| 张海澄 |      | 1929年12月至1932年7月 | |
| 王士偘 | 达刚 | 1932年8月至1935年7月  | |
| 杨萃一 |      | 1935年7月至1937年7月  | |
| 冯樾君 |      | 1938年2月至1940年7月  | 任职期间日本军攻陷南通，其带领学生于1938年8月至 同年12月在余东镇复课任校长，暨又于1939年8月 至1940年7月在上海复课任“上海通州中学”校长。 |
| 沈燕谋 |      | 1939年8月至1940年7月  | 因办学经费困难，1939年8月，沈燕谋私人出资承担办学并任校长。                                                                             |
| 姚白予 |      | 1940年8月至1941年1月  | 他将上海的通中停办后，在海安县角斜镇复校复课。                                                                                          |
| 顾贶予 |      | 1945年9月至1949年1月  | 解放区建立起了苏皖第九行政区南通中学，顾贶予任校长。                                                                                    |
| 保法孙 |      | 1938年10月至1943年8月 | 南通在日本占领下，在原址办南通公立中学，保法孙任校长。                                                                                  |
| 陆新球 |      | 1943年9月至1945年10月 | 保法孙辞职后，委派陆新球为校长。 |
| 顾仁铸 |      | 1945年11月至1948年7月 | 抗日战争胜利后，南通城为蒋介石国管区，委任顾仁铸为校长。                                                                                |
| 彭大铨 |      | 1948年8月至1949年1月  | |

| 姓名   | 任职时间                                  | 备注                           |
| ------ | ----------------------------------------- | ------------------------------ |
| 顾贶予 | 1949年2月至1955年5月                      | 中华人民共和国建国后首任校长。 |
| 韩意秋 | 1949年2月至1951年8月                      | 副校长                         |
| 管惟吾 | 1949年2月至1952年10月                     | 副校长                         |
| 刘拜山 | 1956年7月至1958年4月 1962年8月至1976年9月 | 副校长                         |
| 何晴波 | 1958年3月至1966年10月                     | 党支部书记兼校长               |
| 苏坚   | 1959年9月至1962年7月                      | 党支部副书记兼副校长           |
| 叶邦泉 | 1960年9月至1964年1月                      | 副校长                         |
| 周蓬仙 | 1960年9月至1970年12月                     | 副校长                         |
| 汪洋   | 1978年11月至1984年7月                     | 党支部书记兼校长               |
| 王兴祥 | 1978年11月至1985年5月                     |                                |
| 陈璞   | 1978年10月至1982年2月                     | 副校长                         |
| 陆伯生 | 1979年4月至1982年12月                     | 副校长                         |
| 张洪源 | 1980年至1985年5月                         | 副校长                         |
| 汪乾荣 |                                           |                                |
| 姚侃   |                                           | 副校长                         |
| 何广余 |                                           | 副校长                         |
| 缪建新 | 2001至2009                                | 上任校长                       |
| 姚天勇 | 2009-2013                                 | 上任校长                       |
| 朱全中 | 2013-2019                                 | 上任校长                       |
| 成锦平 | 2019-2021                                 | 上任校长                       |
| 鞠九兵 | 2021-                                     | 现任校长                       |

## 学校布局

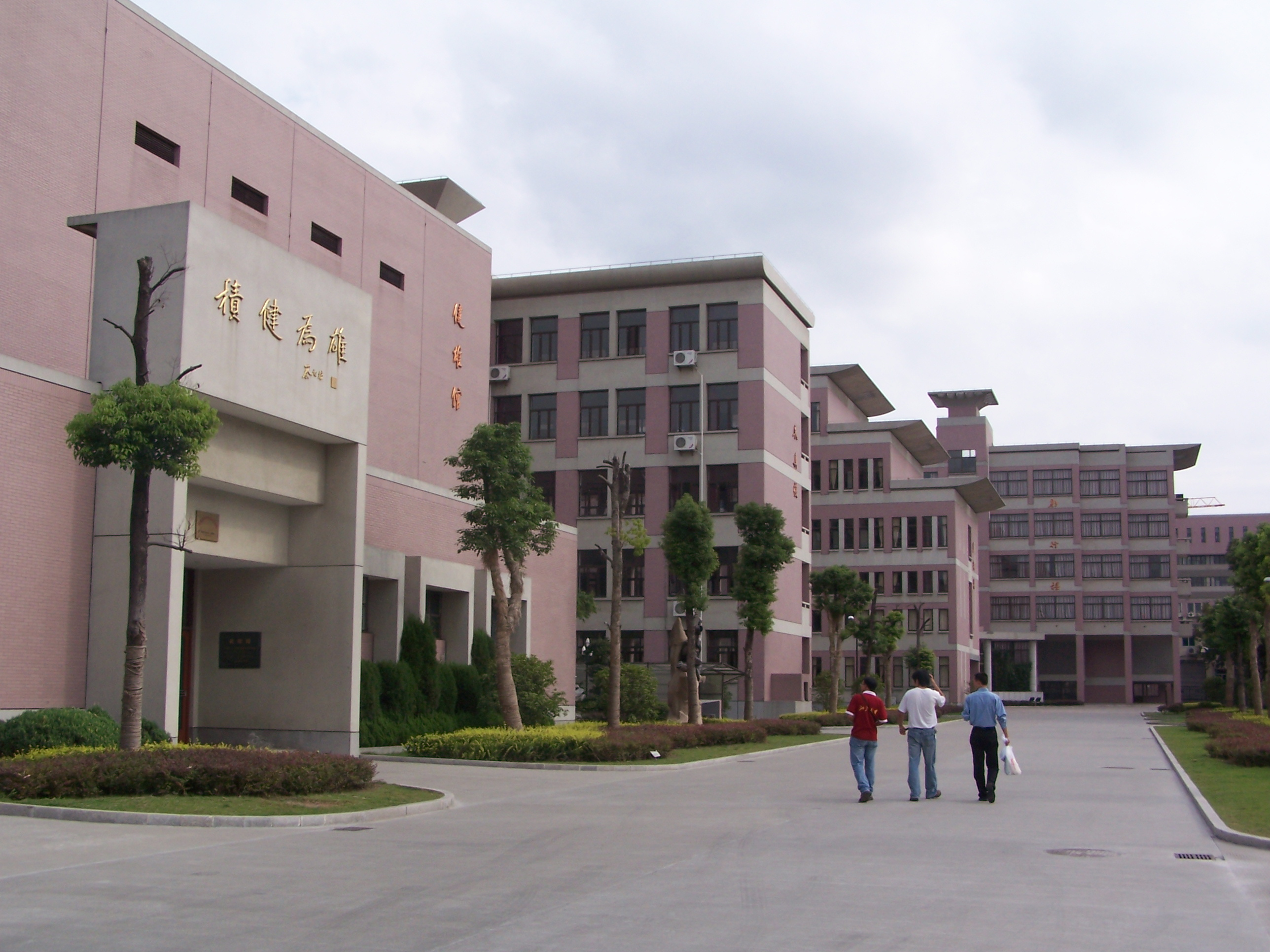
健雄馆（体育馆）

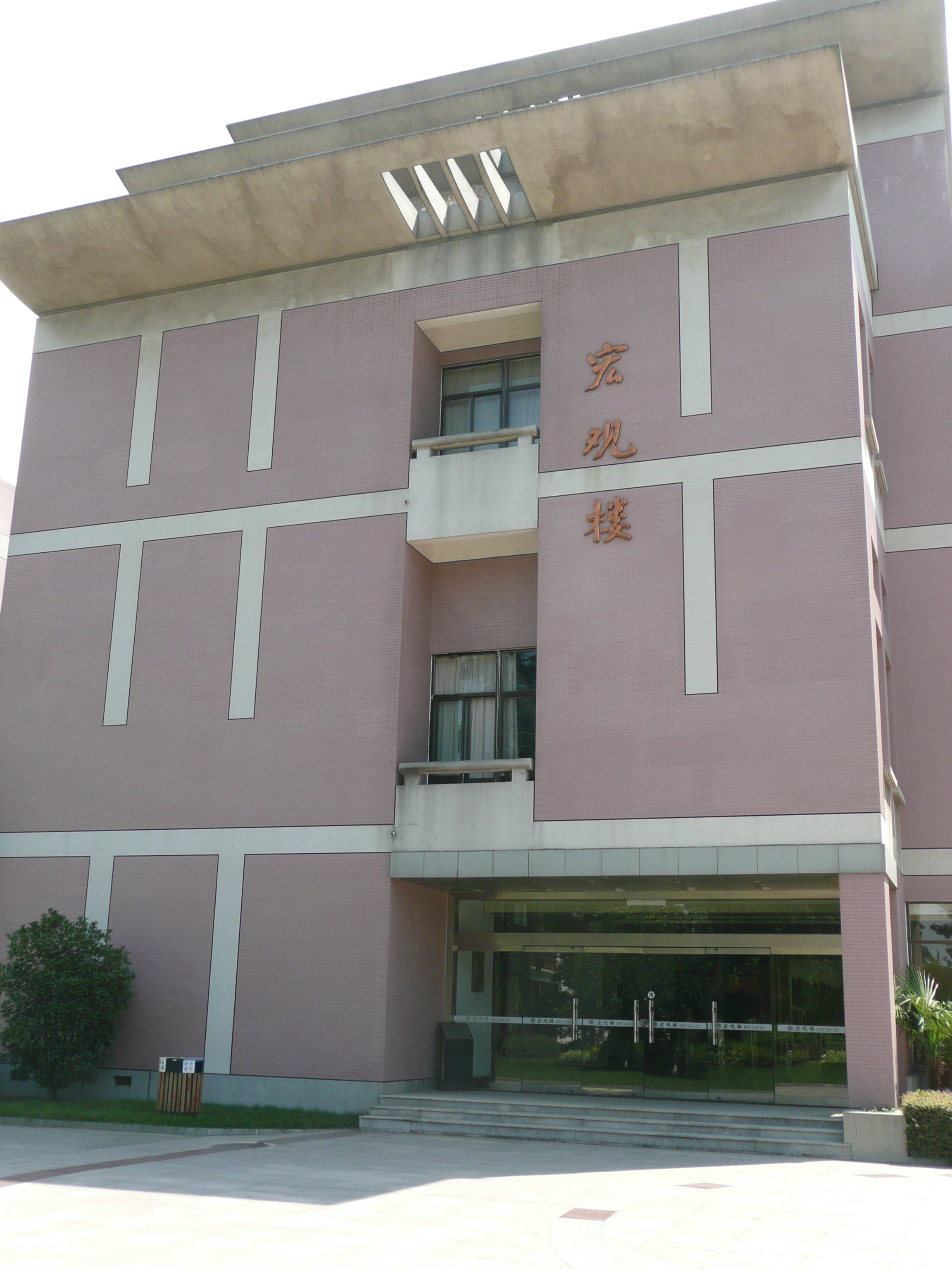
宏观楼（图书馆）

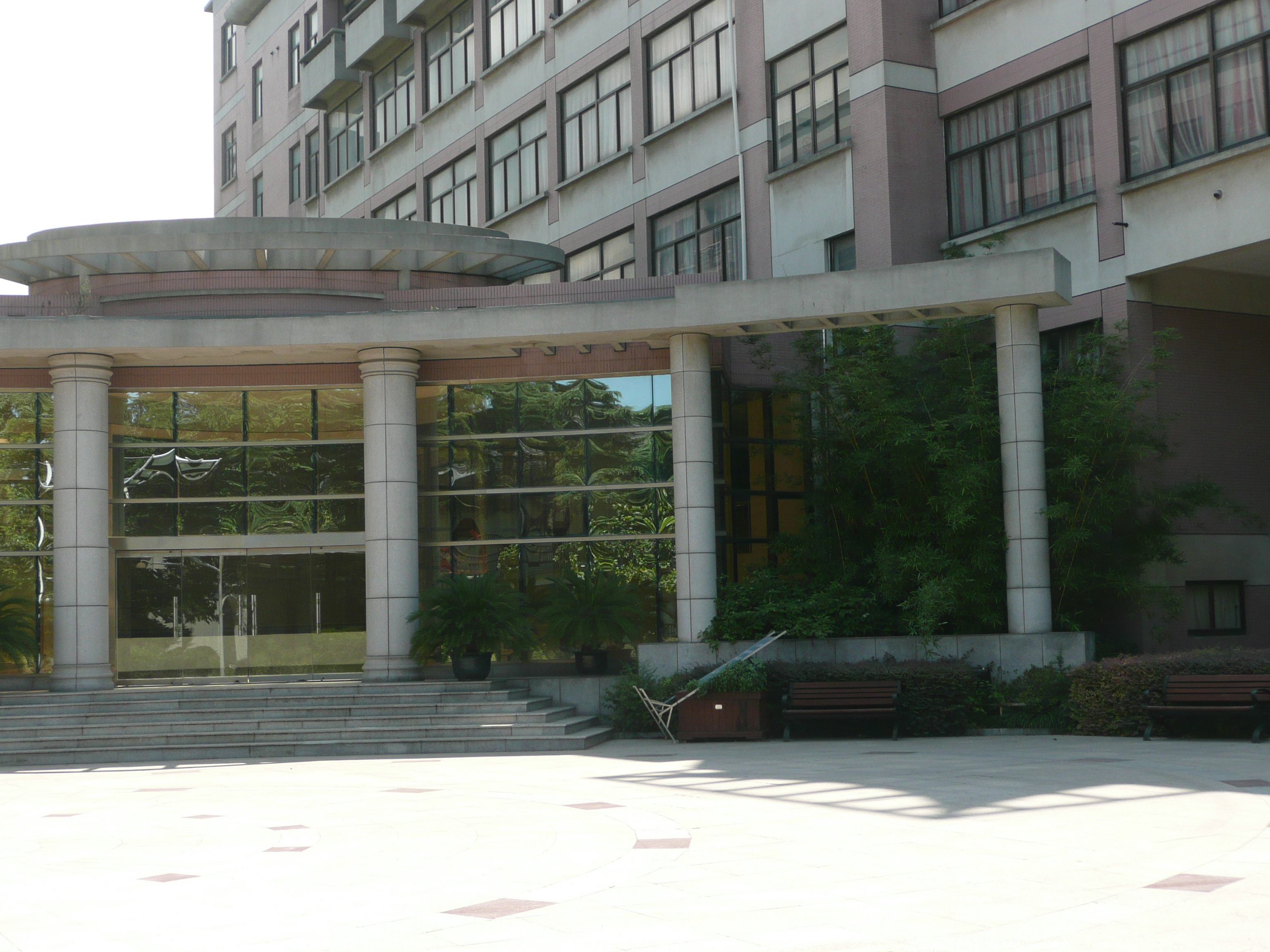
躬行楼（实验楼）

- 教学楼
  - 诚恒楼
  - 求真楼
  - 崇晖楼（现作校史馆）
  - 崇诚楼
  - 崇恒楼
  - 崇问楼
- 办公楼
  - 敬铭楼
- 图书馆
  - 宏观楼
- 实验楼
  - 躬行楼
- 体育馆
  - 新、老健雄馆
- 食堂
  - 学生食堂
  - 教工食堂（原食堂）
- 学生公寓
- 操场
- 艺术长廊

### 校史馆

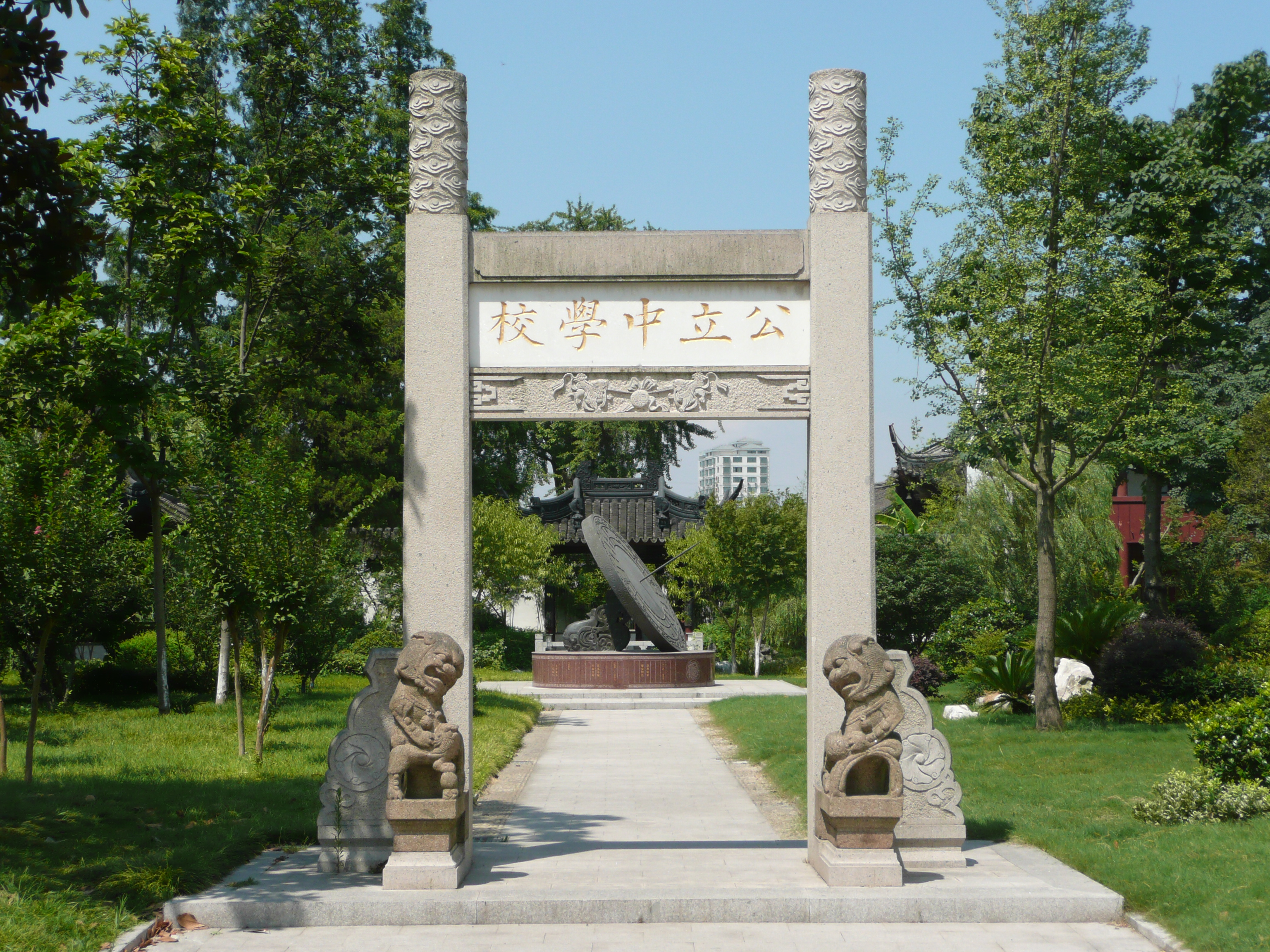
校史馆入口
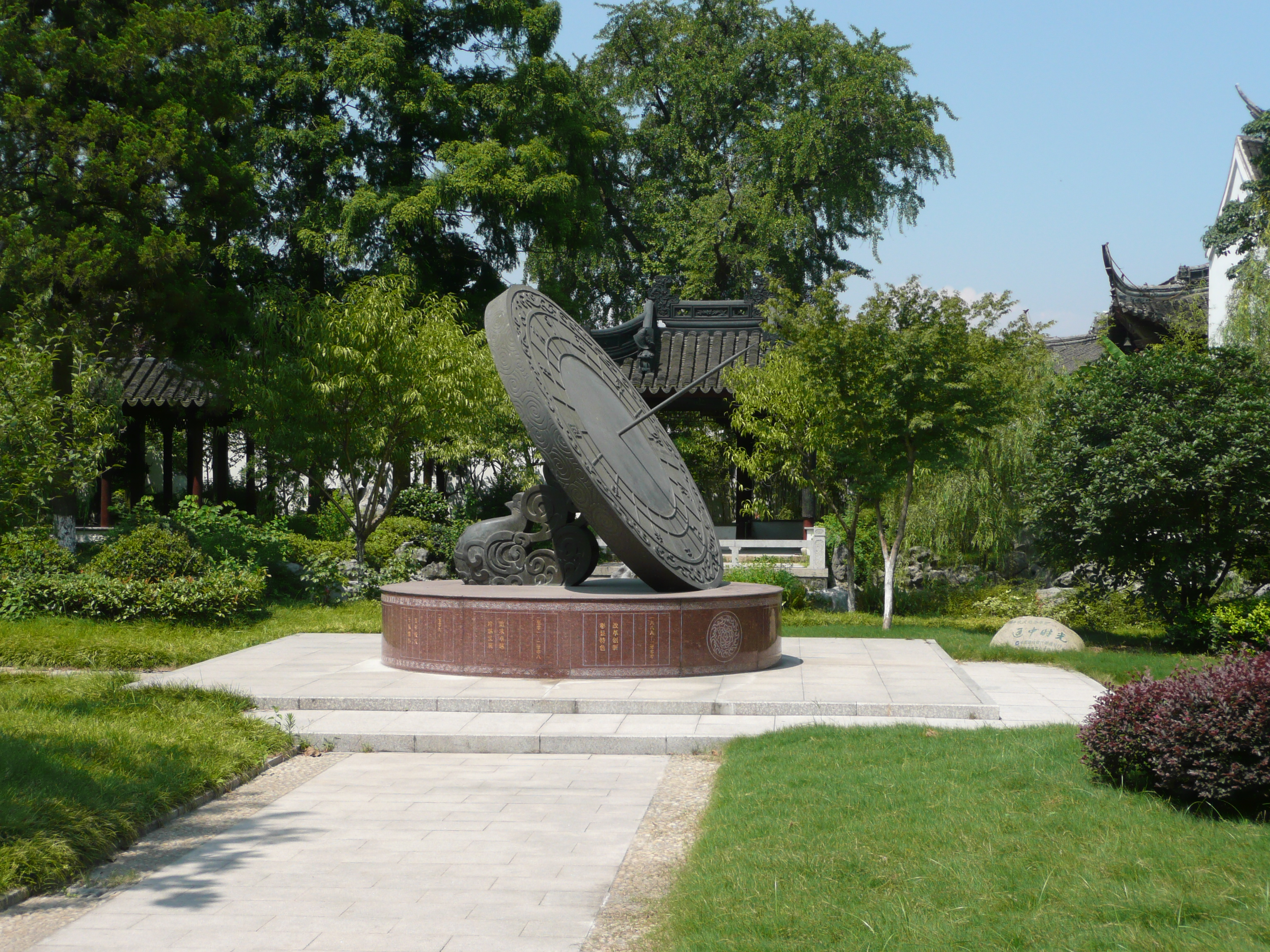
校史馆花园
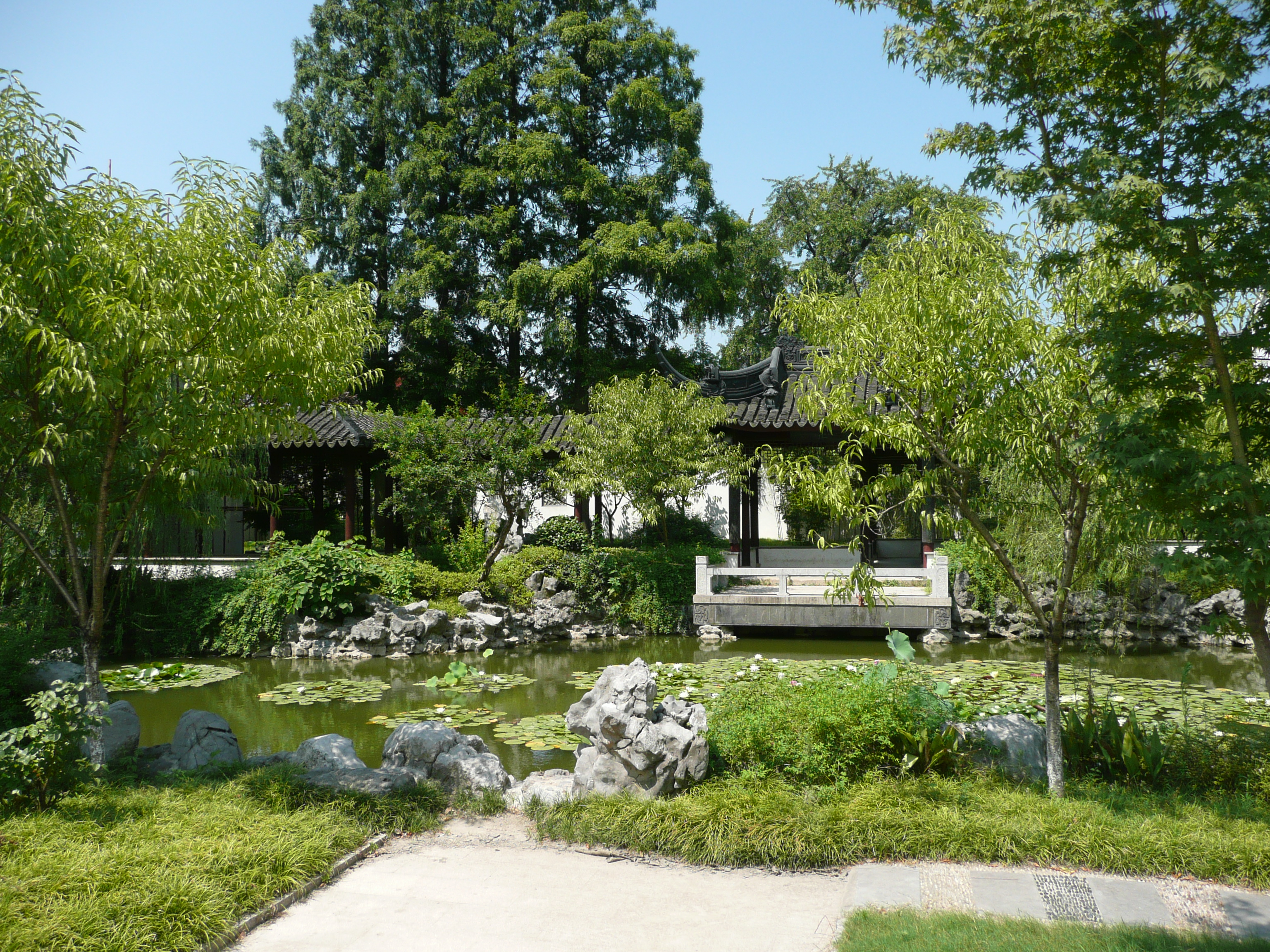
校史馆花园
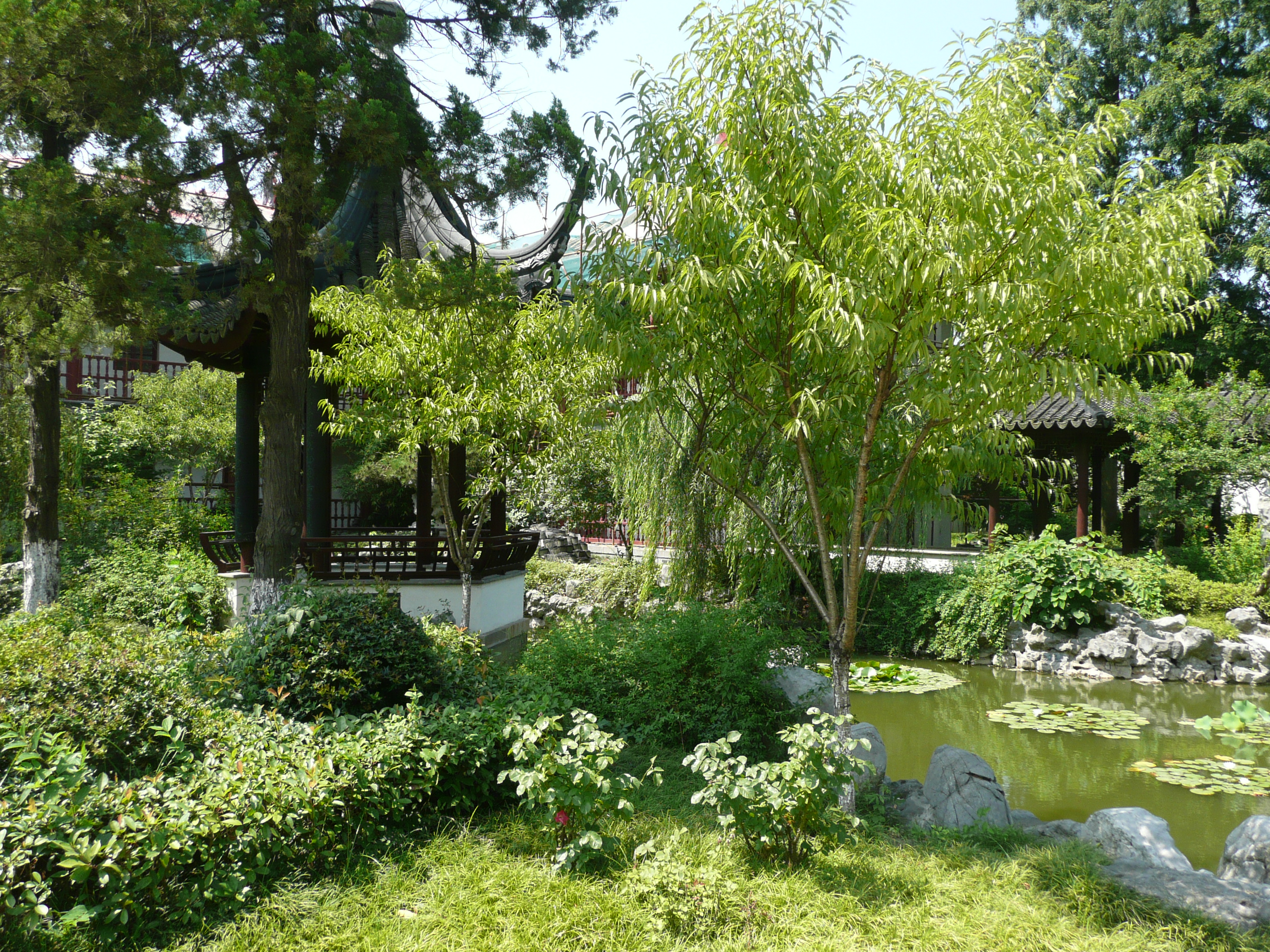
校史馆花园
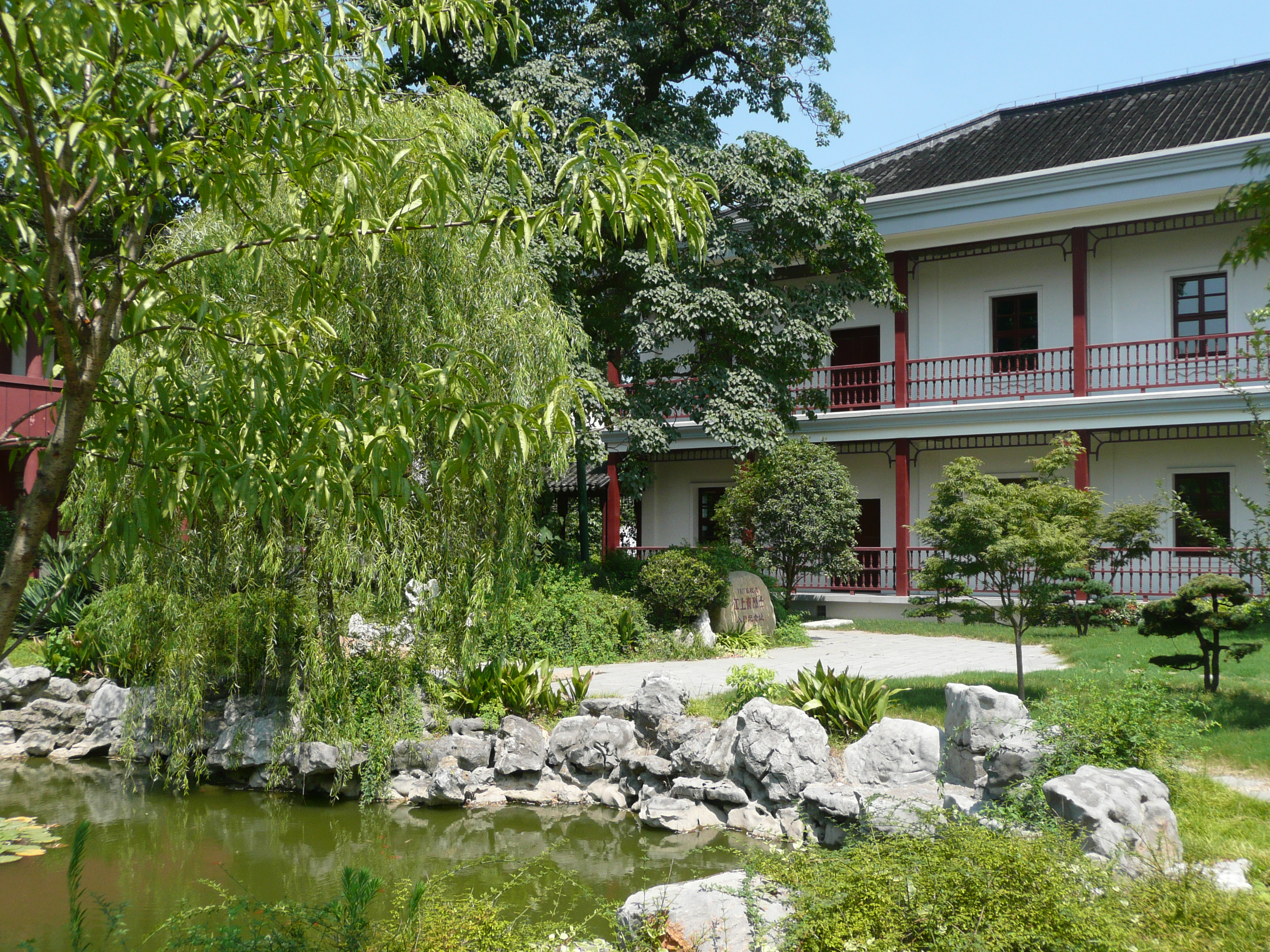
校史馆花园
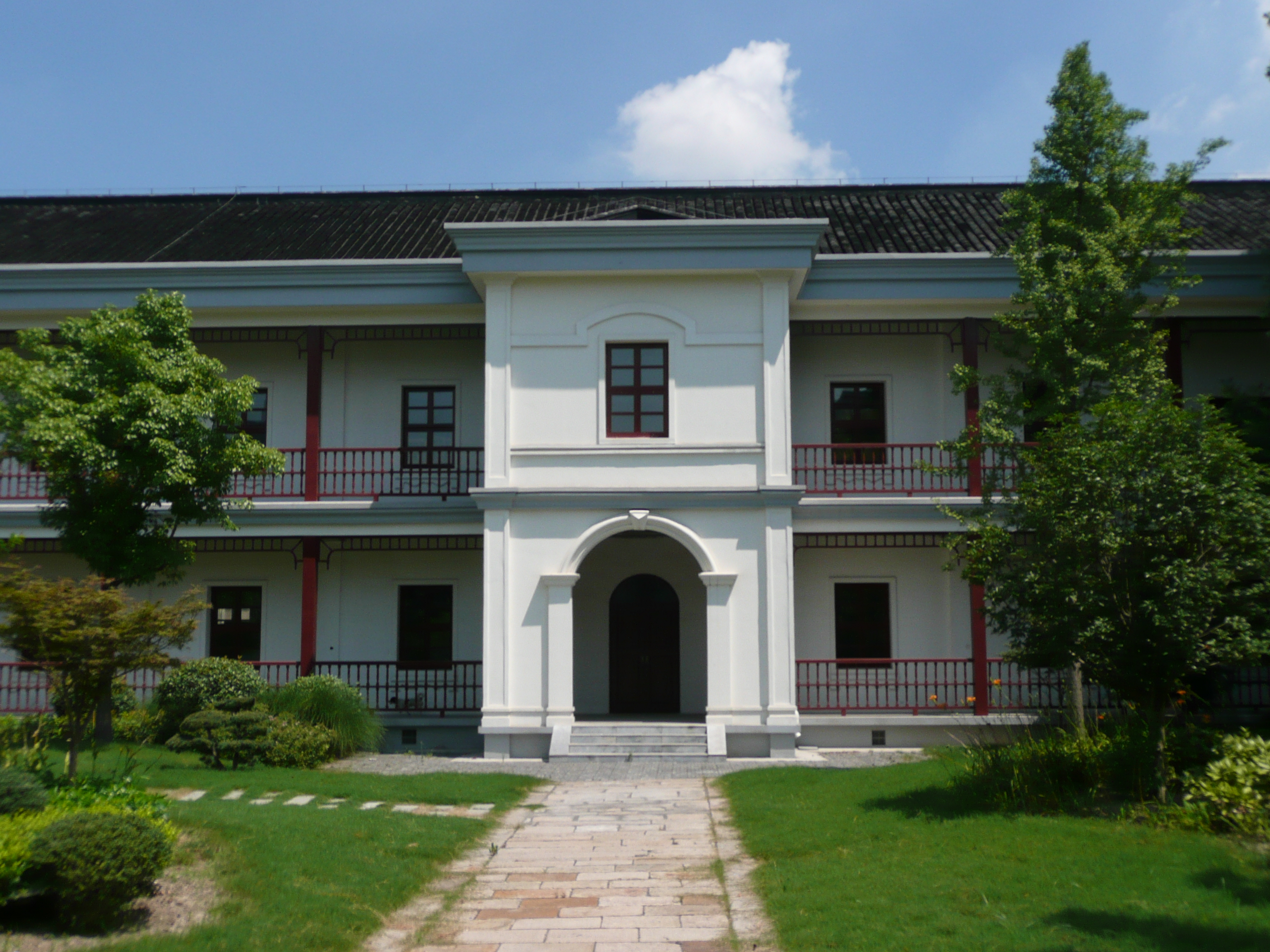
教育博物馆

## 名人
曾经就读于南通中学的名人有：

### 中科院院士
- 管惟炎
- 巢纪平
- 严志达
- 杨乐 （中国科学院数学研究所研究员、所长）
- 胡济民
- 黄耀曾
- 林祥棣
- 吴慰祖
- 丁传贤
- 蔡金涛
- 李大潜 （复旦大学数学系教授，研究生院院长，中国数学会副理事长）
- 施雅风 （地理学和冰川学家，毕业于浙江大学，中国现代冰川学研究的开拓者）
- 保铮 （西安电子科技大学校学术委员会主任，校长）
- 王之卓 （德国柏林工业大学获工学博士学位，上海交通大学工学院院长、校长）
- 袁运开
- 姚穆
- 魏建功
- 袁翰青
- 张弥曼
- 王曦
- 陆建华

### 高等院校领导
- 魏建功
- 李鹤皋
- 朱剑英
- 朱克昌
- 韩德培
- 姚穆
- 袁靖东
- 萧正扬
- 孙卜菁
- 顾凇
- 汤国杰
- 黄正平
- 李春芬
- 江子扬
- 朱培元
- 季梅先
- 徐涌
- 任祥生
- 林克
- 叶钟音
- 王荣钰
- 章德
- 戴淑娟
- 钱静人
- 姚馨丙
- 李志学
- 宋林飞

### 中共党政军领导
- 李金华
- 朱理治
- 郭浩
- 章正簾
- 易企衡
- 徐志球
- 顾浩
- 沈从龙
- 徐虎
- 王湛
- 姚溱
- 张绪武
- 刘坚
- 俞铭璜
- 陆焕生
- 徐燕
- 季龙
- 周志炎
- 黄镇东
- 何竹康
- 顾林肪
- 邹强
- 陆中凯
- 吴华世
- 杨健

### 文体界名人
- 王个簃
- 曹用平
- 黄震
- 王祖俊
- 徐惊百
- 袁运甫
- 沈启鹏
- 张洁云
- 顾云
- 黄幼松
- 丁芒
- 殷勤
- 高冠华
- 范曾
- 沙白
- 钱郑
- 赵无极
- 袁运生
- 江村
- 陆启中
- 朱宏超
- 储春霞
- 倪燕
- 杜友农
- 朱宏光
- 王艳
- 周永生
- 王东
- 秦蕾
- 李菊
- 陈玘

### 优秀企业家
- 徐孝纯
- 朱宝凤
- 高春和